# Championnat du Botswana de football 2012-2013
Navigation
Saison précédente Saison suivante
La saison 2012-2013 du Championnat du Botswana de football est la quarante-huitième édition du championnat de première division au Botswana. Les seize meilleures équipes du pays sont regroupées au sein d’une poule unique où ils s’affrontent deux fois au cours de la saison, à domicile et à l’extérieur. En fin de saison, les trois derniers du classement sont relégués et remplacés par les trois meilleurs clubs de deuxième division.
C'est le club de Mochudi Centre Chiefs, tenant du titre, qui est à nouveau sacré cette saison après avoir terminé en tête du classement final, avec huit points d’avance sur Nico United et neuf sur Botswana Defence Force XI. Il s’agit du troisième titre de champion du Botswana de l’histoire du club.

## Qualifications continentales
Le champion du Botswana se qualifie pour la Ligue des champions de la CAF 2014 tandis que le vainqueur de la coupe nationale obtient son billet pour la Coupe de la confédération 2014.

## Les clubs participants
| - Township Rollers - Prisons XI - Promu de D2 - Mochudi Centre Chiefs - Mogoditshane Fighters - Motlakase Power Dynamos - Promu de D2 - Notwane FC - Botswana Defence Force XI - Botswana Railways Highlanders - Promu de D2 | - ECCO City Green - Nico United - Miscellanous FC - Botswana Meat Commission FC - LCS Extension Gunners - Gaborone United - TAFIC FC - União Flamengo Santos |

## Compétition
Le barème utilisé pour établir le classement est le suivant :
- Victoire : 3 points
- Match nul : 1 point
- Défaite : 0 point

### Classement
| Rang | Équipe                         | Pts | J  | G  | N  | P  | Bp | Bc | Diff |
| ---- | ------------------------------ | --- | -- | -- | -- | -- | -- | -- | ---- |
| 1    | Mochudi Centre ChiefsT         | 66  | 30 | 20 | 6  | 4  | 69 | 31 | +38  |
| 2    | Nico United                    | 58  | 30 | 16 | 10 | 4  | 65 | 35 | +30  |
| 3    | Botswana Defence Force XI      | 57  | 30 | 16 | 9  | 5  | 62 | 29 | +33  |
| 4    | Gaborone United                | 56  | 30 | 15 | 11 | 4  | 59 | 29 | +30  |
| 5    | ECCO City Green                | 55  | 30 | 15 | 10 | 5  | 55 | 32 | +23  |
| 6    | Botswana Meat Commission FC    | 45  | 30 | 12 | 9  | 9  | 41 | 32 | +9   |
| 7    | LCS Extension Gunners          | 44  | 30 | 13 | 5  | 12 | 33 | 40 | -7   |
| 8    | Township Rollers               | 40  | 30 | 10 | 10 | 10 | 43 | 36 | +7   |
| 9    | TAFIC FC                       | 36  | 30 | 9  | 9  | 12 | 23 | 43 | -20  |
| 10   | Motlakase Power DynamosP       | 35  | 30 | 9  | 8  | 13 | 42 | 48 | -6   |
| 11   | Miscellanous FC                | 35  | 30 | 9  | 8  | 13 | 34 | 35 | -1   |
| 12   | União Flamengo Santos          | 33  | 30 | 9  | 6  | 15 | 27 | 47 | -20  |
| 13   | Notwane FC                     | 31  | 30 | 8  | 7  | 15 | 33 | 56 | -23  |
| 14   | Prisons XIP                    | 29  | 30 | 7  | 8  | 15 | 27 | 43 | -16  |
| 15   | Mogoditshane Fighters          | 25  | 30 | 6  | 7  | 17 | 40 | 63 | -23  |
| 16   | Botswana Railways HighlandersP | 11  | 30 | 2  | 5  | 23 | 15 | 69 | -54  |

|  | Qualification pour la Ligue des champions de la CAF 2014 |
|  | Qualification pour la Coupe de la confédération 2014     |
|  | Relégation directe en deuxième division                  |
|  | T : Tenant du titre P : Promu de D2                      |

## Bilan de la saison
| Championnat du Botswana de football 2012-2013 |                                  |
| Champion                                      | Mochudi Centre Chiefs (3e titre) |
| Coupes et trophées                            |                                  |
| Vainqueur de la Coupe du Botswana 2012-2013   | Non disputée                     |
| Qualifications continentales                  |                                  |
| Ligue des champions de la CAF 2014            | Mochudi Centre Chiefs            |
| Coupe de la confédération 2014                | Gaborone United                  |
| Promotions et relégations                     |                                  |
| Promus en Premier League                      | Orapa United                     |
| Promus en Premier League                      | FC Satmos                        |
| Promus en Premier League                      | Wonder Sporting Gaborone         |
| Relégués en Second Division                   | Prisons XI                       |
| Relégués en Second Division                   | Mogoditshane Fighters            |
| Relégués en Second Division                   | Botswana Railways Highlanders    |